# Однокласники.ru: НаCLICKай вдачу
«Однокласники.ru: НаCLICKай вдачу» — кінофільм режисера Павла Худякова, що вийшов на екрани в 2012 році.

## Зміст
Круто, коли є кнопка, на яку тиснеш, і все стає по-твоєму! Саме така потрапила в руки молодому креативщику і тотальному невдасі Льоші. Тепер у нього високооплачувана робота, дорога машина, стильний гардероб і, звичайно, ідеальна дівчина. Досить одного кліка! Просто треба знати, куди натискати!

## Ролі
| Актор              | Роль |
| ------------------ | ---- |
| Петро Федоров      | -    |
| Федір Бондарчук    | -    |
| Корнелія Поляк     | -    |
| Сергій Друзьяк     | -    |
| Тіматі             | -    |
| Снуп Догг          | -    |
| Сергій Никоненко   | -    |
| Олександр Ревва    | -    |
| Ольга Тумайкіна    | -    |
| Семен Стругачев    | -    |
| Олександр Степанов | -    |

## Знімальна група
- Режисер — Павло Худяков
- Сценарист — Таїр Мамедов, Павло Худяков
- Продюсер — Корнелія Поляк
- Композитор — Майкл А. Рейган